# فاسيلي تشيرنوف
فاسيلي تشيرنوف (بالروسية: Чернов, Василий Алексеевич)‏ هو لاعب كرة قدم روسي في مركز الدفاع، ولد في 26 مايو 1982 في كاميشين في روسيا. لعب مع روتور فولغوغراد وموردوفيا سارانسك.

## وصلات خارجية
- فاسيلي تشيرنوف على موقع قاعدة بيانات كرة القدم.إي يو (الإنجليزية)
- فاسيلي تشيرنوف على موقع Soccerway.com (الإنجليزية)